# Georges Vantongerloo
Georges Vantongerloo nascut el 24 de novembre a Anvers, Bèlgica i mort el 5 d'octubre de 1886 a París, França va ser escultor, pintor, arquitecte, un dels grans teòrics de l'art del segle XX i un dels creadors del Neoplasticisme Cofundador al costat del també artista Mondrian Van Doesburg del grup De Stijl.

## Biografia
Nascut a Anvers el 24 de novembre de 1886.
A partir de 1900 estudia estudis generals i de redacció a l'Acadèmia de Belles Arts d'Anvers. A partir de 1903, segueix un curs de quatre anys d'art escultòric i treballa a l'estudi de l'escultor Emile Jespers, pare del seu company Oscar. El 1905 es trasllada a Brussel·les, on s'inscriu a l'Acadèmia de Belles Arts. Completa el seu servei militar des de 1906 fins a 1909.
Vantongerloo sobreviu per mitjà de beques, inclosa una subvenció de treball per la cort reial. A partir de 1911 exposa escultures figuratives a les exposicions de Charleroi, Lieja i Brussel·les. El 1914 participa en l'exposició del General Mundial a Gant amb Retrat de M.J. Després de la invasió del 4 d'agost de 1914 de l'exèrcit alemany, Vantongerloo es restableix. És ferit per un atac de gas i és donat d'alta de l'exèrcit l'octubre de 1914. Escapa cap als Països Baixos. Viu a Wassenaar i després a La Haia. Participa en els salons alternatius que el govern belga organitza per a artistes en exili. Vantongerloo rep diversos expectaments per als seus retrats.
Via Willem Paerels, es troba amb el futurista Jules Schmalzigaug a la Haia en el Comité Belge. Vantongerloo continua fent obres convencionals per a l'elit belga a l'exili i els burgesos holandesos. Té la seva primera exposició individual. Es familiaritza amb el futurisme i les teories de Filippo Tommaso Marinetti (1876-1944) a través de Schmalzigaug. Poc després, aquest últim es suïcida. Està involucrat en una disputa amb el seu futur sogre. La lluita s'eleva i es tradueix en una pena de presó. Després del seu llançament, Vantongerloo rep una segona exposició individual amb escultures i pintures.
Al març de 1918, Vantongerloo aprèn sobre la publicació "De nieuwe beweging in the schilderkunst" de Theo Van Doesburg. Immediatament després, Vantongerloo visita Van Doesburg (1883-1931). Comença amb els seus escrits teòrics. Una primera versió de "Science et Art", un article que apareix al juliol de 1918 a De Stijl, sota el títol de Réflexions. En la sèrie de textos que fa per De Stijl (1918-1920), abandona la figuració a favor d'una estètica abstracta. Mostra la imatge abstracta Construction dans la sphère a l'exposició "Belgische Moderne Kunst" al Stedelijk Museum d'Amsterdam (finals de 1918). El treball és posteriorment reemplaçat per un treball de Van Doesburg. Després de l'armistici, la parella de Vantongerloo es trasllada a Brussel·les. Escriu els primers capítols de "L'art et Son Avenir" i comença a assemblar les seves idees sobre els colors. Visita a Gino Severini el 1919 a París i es correspon amb ell després. El desembre del 1919, De Stijl publica dues obres de Vantongerloo, Construction des rapports des volumes. Ràpidament obtenen un estatus icònic gràcies a la distribució de Van Doesburg. Vantongerloo presenta la conferència Classique-Baroque-moderne de Van Doesburg en Anvers (19 de febrer de 1920). És el començament del plasticisme pur a Flandes. Es trasllada a Menton (França del sud) per motius de salut. En el camí es troba per primera vegada amb Piet Mondriaan. S'embarca en un estudi de les matemàtiques.
Publicació de L'Art et son Avenir el 1924, una edició de De Sikkel Uitgeverij a Anvers. Durant diversos anys està ocupat essencialment com un teòric. Michel Seuphor es queda durant unes setmanes amb la parella Vantongerloo de Menton. El 1927, un conflicte entre Van Doesburg i Mondriaan causa un descans amb Van Doesburg.
Vantongerloo es trasllada de Menton a París, on col·labora amb Seuphor el 1930, Mondriaan i Luigi Russolo (1885-1947) amb l'exposició Cercle et Carré a la galeria 23. El 1931 és vicepresident de l'associació d'artistes Abstraction-Création, a funció que serveix fins a 1936. Desenvolupa un fort interès per l'arquitectura i la construcció de la ciutat. Correspon amb el primer ministre belga Henri Jaspar pel que fa a un projecte pont per connectar el banc de Schelde a Anvers. Els seus models de ponts i un aeroport van ser exhibits al Cercle et Carré i al mural de l'Art el 1935, entre d'altres. Els títols de Vantongerloo canvien de contingut. A poc a poc, les referències passen dels esquemes geomètrics a fórmules algebraiques. Cap al final de la seva vida, prevalen descripcions generals, com Variants o Courbes. La introducció de la corba en les seves pintures a partir de 1937 li permet crear un espai més obert. A partir de 1929, Vantongerloo s'incorpora a nombroses exposicions importants, i troba una associació amb la nova generació d'artistes abstractes. Alguns exemples: Abstrakte en Surrealistische Malerei und Plastik (Kunsthaus Zürich, 1929), AC Internationell Utställning Post-Kubistik Konst (1930, Estocolm), L'Art Mural (París, 1935), Cubisme i Art abstracte (Museu d'Art Modern, Nova York, 1936), Kunsthalle Basel (1937), Abstrakte Kunst (Stedelijk Museum d'Amsterdam, 1938), Art Non-Objectif (Galerie Charpentier, París, 1939) i 1er Salon des réalités nouvelles (París, 1946).
Després de la Segona Guerra Mundial, Vantongerloo és altament productiu. Exposa 60 obres, juntament amb Max Bill (1908-1994) i Antoine Pevsner (1884-1962) a la Kunsthaus Zürich. Declina participar en l'exposició De eerste abstrakten a België pel grup G 58 a l'Antwerp Hessenhuis. També es distancia del llibre de Seuphor Abstract kunst a Vlaanderen (1963). Utilitza plàstic i plexiglàs per primera vegada. Vantongerloo és recollit per a una sèrie d'exposicions de caràcter general com Konkrete Kunst-50 Jahre Entwicklung (Helmhaus, Zuric). Participa en la Biennal d'Art Escultòric de París el 1960 i el 1962 rep una exposició retrospectiva a la galeria de Belles Arts de Londres, a Londres.
Vantongerloo mor a París el 5 d'octubre de 1965.

## Cofundador de stijl
Entre 1914 i 1918 està a Holanda, on entra en contacte amb Mondrian i van Doesburg i col·labora amb la revista De Stijl, Durant 1916 es va reunir amb Theo van Doesburg i l'any següent va ser co-signatari del primer manifest del grup De Stijl.
De Stijl, és un moviment artístic d'avantguardes que va sorgir als Països Baixos el 1917 propugnant una estètica renovadora basada en la depuració formal. Va ser un moviment integrador de les diferents arts (arquitectura, disseny industrial, arts plàstiques) que buscava una total renovació estètica de l'entorn humà basada en uns valors plàstics nous, universals i més purs. En són artistes destacats Piet Mondrian, Theo van Doesburg, Bart van der Leck, Wilmos Huszár o Georges Vantongerloo.
Des que s'involucrés en el grup De Stijl el 1917, Vantengerloo produeix les seves obres estrictament sobre la base de principis geomètrics i posteriorment algebraics, amb la intenció d'arribar a expressió artística. Les tres composicions de Vantongerloo que aquí es mostren pertanyen a la seva producció posterior a 1937, per llavors és un dels principals representants de l'associació d'artistes abstractes francesos "Abstraction-Création", caracteritzada per una composició més rítmica de les seves pintures a força de la introducció de línies basades en corbes de funcions matemàtiques. Els temes procedeixen de les seves investigacions sobre la disposició de configuracions geomètriques en l'espai; les composicions consisteixen en corbes executades en múltiples colors sobre fons blanc, que semblen a vegades atreure o repel·lir-, segons les transicions dels colors al llarg d'elles.

## Obres destacades
- Moored Fishing Boats in Volendam

Data de creació: 1915
Gènere: Art abstracte
Període: Postimpressionisme
- Interior With Woman

Data de creació: 1916
Gènere: Art abstracte
Període: Puntillisme
- Fonction de lignes

Data de creació: 1936
Gènere: Art abstracte
Període: De Stijl
- Relation of lines and colors

Data de creació: 1939
Gènere: Art abstracte
Període: De Stijl
- Colours in space

Data de creació: 1946
Gènere: Art cinètic
- Cocoon, Chrysalis, Embryonic

Data de creació: 1950
Gènere: Art cinètic
- Cosmic phenomenon

Data de creació: 1962
Gènere: Art cinètic
- Une étoile gazeuse

Data de creació: 1964
Gènere: Art cinètic

## Exposicions
For a new world
Georges Vantongerloo es va centrar en el seu treball sobre la relació entre el cos humà i el cosmos. A principis de 2010, el Gemeentemuseum presenta una retrospectiva dedicada a aquest gegant de tots els comerços belga: un artista integral que no era només un pintor, escultor i dissenyador, sinó que fins i tot era un desenvolupador de projectes arquitectònics.
A retrospective
Aquesta exposició situada en el Regne Unit és una oportunitat de veure el treball de Vantongerloo que abasta 50 anys des de 1915-1965. Més de 80 peces excepcionals es mostren a la col·lecció més gran de la seva obra.
Un anhel d'infinit:
El Reina Sofia oferia l'exposició Un anhel d'infinit, 80 obres signades entre 1917 i 1965, un intent de difondre el treball d'aquest creador de culte poc conegut.
Revela la influència de la reconceptualització de l'espai pictòric i escultòric de l'art abstracte de principis del segle XX a l'obra d'aquest artista. La mostra se centra especialment en l'últim període de la seva obra, en què després de la Segona Guerra Mundial una sèrie de canvis radicals li permeten assolir una síntesi plàstica enterament original i profundament intuïtiva, amb la qual transformarà les categories de la pintura i l'escultura.